# N-buna
n-buna (nabuna, ナ ブ ナ) là một nhà sản xuất và soạn nhạc Nhật Bản. Anh là một nhà sản xuất âm nhạc vocaloid, nghệ sĩ guitar và nhạc sĩ cho ban nhạc Yorushika.

## Tiểu sử
Năm 2012, N-buna bắt đầu sáng tác với tư cách nhà sản xuất âm nhạc vocaloid, và đăng "Alice Trust " (アリストラスト Arisutorasuto)  trên Niconico. Sau đó, bài hát tiếp theo của anh ấy viết vào năm 2013 mang tên "Tōmei Elegy" (透明エレジー Tōmeieregī)  đã đạt hạng nhất trên bảng xếp hạng vocaloid hàng ngày của nền tảng.
Vào ngày 26 tháng 4 năm 2014, anh phát hành album solo đầu tiên của mình, Kātenkōruga Yamumaeni (カーテンコールが止む前に). Sau đó, vào ngày 22 tháng 7 năm 2015, anh phát hành Hanato Mizuame, Saishūdensha (花と水飴、最終電車)  dưới nhãn U&R Records, đánh dấu album đầu tiên của anh với một hãng thu âm lớn. Vào ngày 6 tháng 7 năm 2016, Tsukio Aruiteru (月を歩いている)  được phát hành.
Năm 2017, n-buna và suis đã thành lập nhóm nhạc Yorushika.